# Área metropolitana de Hanford-Corcoran
El Área Metropolitana de Hanford-Corcoran y oficialmente como Área Estadística Metropolitana de Hanford-Corcoran, CA MSA tal como lo define la Oficina de Administración y Presupuesto, es un Área Estadística Metropolitana centrada en las ciudades de Hanford y Corcoran en el estado estadounidense de California. El área metropolitana tenía una población en el Censo de 2010 de 152.982 habitantes, convirtiéndola en la 259.º área metropolitana más poblada de los Estados Unidos. El área metropolitana de Hanford-Corcoran comprende solamente el Condado de Kings y la ciudad más poblada es Hanford.

## Composición del área metropolitana

### Ciudades
Avenal |
Corcoran |
Hanford |
Lemoore 

## Lugares designados por el censo
Armona |
Home Garden |
Kettleman City |
Lemoore Station |
Stratford 